# 갈지웅
갈지웅(1992년 4월 1일~)은 대한민국의 전 축구 선수로, 포지션은 골키퍼였다.

## 경력
유소년 시절부터 청소년 대표팀에 승선하고, 각종 유소년 대회에서 여러 상을 수상 하였지만 프로팀에 입단하지 못 하고 내셔널리그의 창원시청 축구단에서 활약한 후 선수 생활을 정리하였다.

## 수상 내역

### 대회 기록
현대중학교 (2005 ~ 2007)
- 제 1회 탐라기 전국 중학교 축구대회● 우승
- 무학기 전국 중등부 축구대회 ● 우승: 2007

현대고등학교 (2008 ~ 2010)
- 대통령금배 전국고등학교축구대회 우승: 2010

동국대학교 (2011 ~ 2013)
- 전국체전 서울시예선 대회 우승: 2011

### 개인 수상
- 제 1회 탐라기 전국 중학교 축구대회 GK 상[1]
- 무학기 전국 중등부 축구대회 GK 상: 2007[2]
- 대통령금배 전국고등학교축구대회 GK 상: 2010[3]
- 전국체전 서울시예선 대회 우수 선수상: 2011[4]